# Canon Rock (canción)
El Canon Rock es un arreglo de la composición Canon en re mayor de Johann Pachelbel, realizada por un músico y compositor taiwanés llamado Jerry Chang (JerryC). El arreglo de JerryC (que fue compuesto en dos semanas) se hizo bastante popular después de que Jerry publicase un video en internet en el que aparecía tocando su particular arreglo. La interpretación tomó tal popularidad que llegó a ser comentada en periódicos, revistas y shows televisivos.

## Versiones
Muchos usuarios de diversas comunidades de internet tales como YouTube o Google Video han hecho sus propias versiones del Canon Rock. La versión más popular fue la de un guitarrista coreano llamado Jeong-Hyun Lim (más conocido por su apodo Funtwo). El vídeo de Funtwo fue el segundo más visto de YouTube. Un joven apodado Mattrach hizo la nueva versión llamada The new canon rock. En la actualidad se ha visionado más de 55 millones de veces y ha recibido más de 360,000 comentarios todo ello sin contar los duplicados que hay colgados del mismo vídeo. A fecha de 2 de noviembre de 2007 fue el vídeo musical más visto, el segundo mejor valorado y el segundo más discutido desde que YouTube comenzase su andadura.
No sólo hay versiones de guitarra sino también de bajo, violín, piano, ocarina, contrabajo, trombón, arpa, batería, banjo y la marimba
1. Sungha Jung en YouTube. - 22.865.754 views
2.MattRach en YouTube. - 20.150.014 views
3.Jerry Chang en YouTube. (JerryC) - 18.163.945 views
4.Jeong-Hyun Lim en YouTube. (Funtwo) -  10.532.161 views
5.Learz en YouTube. - 8.857.904 views
6.theshredda en YouTube. - 1.962.559 views
7.Hellman en YouTube. - 1.569.822 views
8.acústico en YouTube. - 1.115.034 views
9.10 year old guitarist Zoe Thomson plays Canon Rock by Johann Pachelbel en YouTube. - 644.616 views
10.MattRach en YouTube. (original JerryC cover) - 618.789 views
11.Canon Rock Keytar - Joe Atlan en YouTube. con Keytar 227.091 views